# Wang Shuang
Wang Shuang –en chino, 王霜; pinyin, Wáng Shuāng– (Wuhan, China; 23 de enero de 1995) es una futbolista china. Juega como centrocampista en el Racing Louisville FC de la National Women's Soccer League de Estados Unidos. Es internacional con la selección de China desde 2013. A la edad de 26, Shuang ya había representado a su país en más de 100 partidos.

## Estadísticas

### Clubes
| Club                      | País           | Año             |
| ------------------------- | -------------- | --------------- |
| Wuhan Ladies              | China          | 2012 - 2013     |
| Daejeon Sportstoto        | Corea del Sur  | 2013 - 2014     |
| Wuhan Ladies              | China          | 2015            |
| Dalian W.F.C.             | China          | 2016 - 2017     |
| Wuhan Ladies              | China          | 2018            |
| Paris Saint-Germain       | Francia        | 2018 - 2019     |
| Wuhan Jianghan University | China          | 2019 - 2022     |
| Racing Louisville FC      | Estados Unidos | 2022 - presente |

## Palmarés

### Títulos nacionales
| Título             | Club                      | País  | Año  |
| ------------------ | ------------------------- | ----- | ---- |
| Superliga Femenina | Dalian W.F.C.             | China | 2016 |
| Superliga Femenina | Dalian W.F.C.             | China | 2017 |
| Superliga Femenina | Wuhan Jianghan University | China | 2020 |
| Superliga Femenina | Wuhan Jianghan University | China | 2021 |

### Títulos internacionales
| Título                  | Equipo | Sede  | Año  |
| ----------------------- | ------ | ----- | ---- |
| Copa Asiática de la AFC | China  | India | 2022 |

(*) Incluyendo la Selección

### Distinciones individuales
| Distinción                  | Año  |
| --------------------------- | ---- |
| Futbolista China del Año    | 2017 |
| Futbolista China del Año    | 2018 |
| Futbolista Asiática del Año | 2018 |
| Futbolista China del Año    | 2019 |
| Mejor Once de la AFC        | 2022 |